# Paradorydium pseudolyricen
Paradorydium pseudolyricen är en insektsart som beskrevs av George Willis Kirkaldy 1906. Paradorydium pseudolyricen ingår i släktet Paradorydium och familjen dvärgstritar. Inga underarter finns listade i Catalogue of Life.